# Live at the Whisky: One Night Only
Live at the Whisky: One Night Only es un álbum en vivo grabado en el Whisky a Go Go por el cantante de Mötley Crüe, Vince Neil. La portada del disco cambió a "The Whisky" el nombre del club.

## Lista de canciones
1. "Kickstart My Heart"  (Sixx)  6:21
2. "Knock 'Em Dead, Kid"  (Neil, Sixx)  3:40
3. "Look in Her Eyes"  (Neil, Soussan, Stevens)  5:37
4. "Red Hot"  (Mars, Neil, Sixx)  3:43
5. "Piece of Your Action"  (Neil, Sixx)  4:16
6. "Girls, Girls, Girls"  (Lee, Mars, Sixx)  3:33
7. "Same Ol' Situation (S.O.S.)"  (Lee, Mars, Neil, Sixx)  4:26
8. "Home Sweet Home"  (Lee, Neil, Sixx)  5:10
9. "Looks That Kill"  (Sixx)  4:33
10. "Dr. Feelgood"  (Mars, Sixx)  6:33
11. "Smokin' in the Boys' Room"  (Koda, Lutz)  4:18
12. "Live Wire"  (Sixx)  5:39

## Personal
- Vince Neil - Voz
- Brent Woods - Guitarra
- Jamie Hunting - Bajo
- Brent Fitz - Batería

- Datos: Q1134597